# Massachusetts Institute of Technology
Das Massachusetts Institute of Technology (MIT, deutsch Massachusetts-Institut für Technologie) ist eine Technische Hochschule und Universität in Cambridge im US-Bundesstaat Massachusetts. Sie gilt als eine der weltweit führenden Spitzenuniversitäten. Die Hochschule liegt am Charles River in Cambridge, direkt gegenüber von Boston und stromabwärts von der Harvard University. Das MIT wurde 1861 gegründet und ist eine private, nicht-konfessionelle Technische Universität, die als erste Chemieingenieure ausbildete und die Wirtschafts-, Sozial- und Geisteswissenschaften in die Ingenieurausbildung einbezog.
Das MIT rühmt sich eines hohen Ausbildungsniveaus, wobei die Studenten schon früh in die Forschungsaktivitäten eingebunden werden. Es erreicht in internationalen Vergleichen stets einen Spitzenplatz. Die Hochschule ist Mitglied der Association of American Universities, einem seit 1900 bestehenden Verbund führender forschungsintensiver nordamerikanischer Universitäten.
Rund um das MIT hat sich ein Netz aus Hochtechnologie-Kleinunternehmen angesiedelt: In den späten 1990er-Jahren war Risikokapital im Überfluss vorhanden, sodass der bevorzugte Karrierewunsch vieler Studenten darin bestand, ein Hightech-Startup zu gründen.
Die Hochschule ist zudem Gründungsorganisation und Sitz des World Wide Web Consortium (W3C), des Standardisierungsgremiums für das World Wide Web. Seit 2002 macht das MIT sukzessive seine gesamten Kursunterlagen über das Internet öffentlich zugänglich und unterstützt damit die OpenCourseWare. Alleine im MIT-OpenCourseWare-Projekt wurden auf diese Weise fast 2000 Kurse in 33 Fächern verfügbar gemacht.

## Geschichte

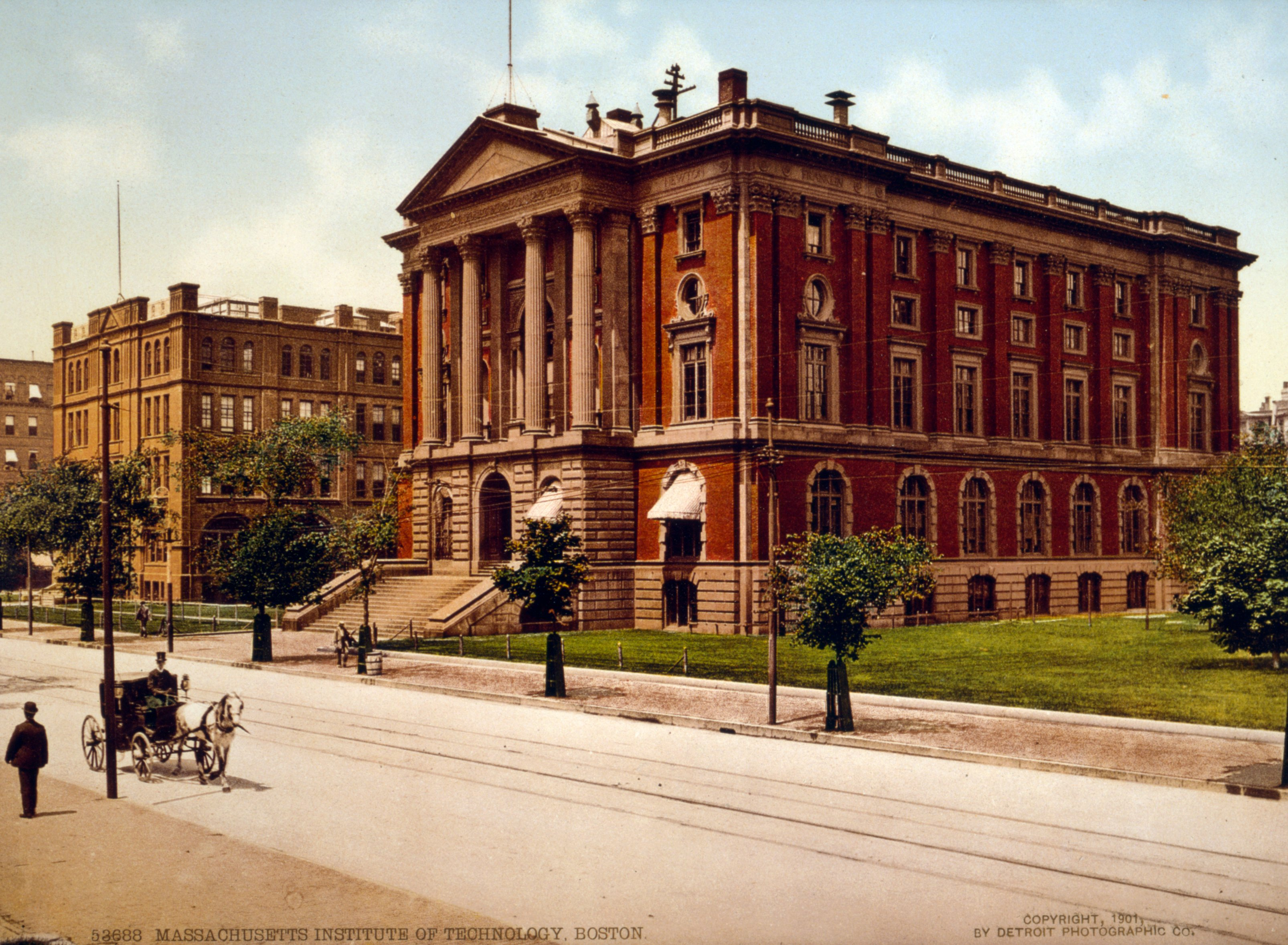
The Rogers Building, ca. 1901

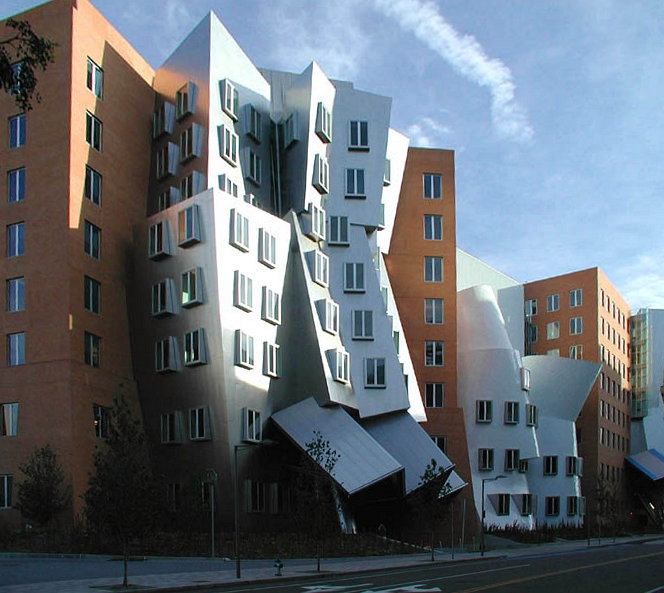
Stata Center

Gegründet wurde das MIT nach dem Vorbild deutsch- und französischsprachiger polytechnischer Hochschulen am 10. April 1861 als dreigliedrige Einrichtung, bestehend aus „a society of arts, a museum of arts [industrial arts], and a school of industrial science.“ Der Gründer William Barton Rogers, ein bekannter Naturforscher, wollte eine unabhängige Universität schaffen, mit Ausrichtung auf die Erfordernisse eines zunehmend industrialisierten Amerika.
Wegen des Bürgerkrieges konnten die ersten Studenten erst 1865 aufgenommen werden. In den Folgejahren erlangte das MIT einen erstklassigen Ruf.
Wegen der andauernden Finanzierungslücken wurde um 1900 ein Zusammenschluss mit der benachbarten Harvard-Universität geplant. Dies konnte jedoch wegen massiver Proteste ehemaliger MIT-Studenten nicht durchgesetzt werden. 1916 wurde der Campus von Boston nach Cambridge am gegenüberliegenden Flussufer verlegt.
Nach dem Zweiten Weltkrieg, in dem das MIT – damals unter dem Präsidenten Karl Taylor Compton – über das MIT Radiation Laboratory wesentlich in einem mit dem Manhattan-Projekt vergleichbaren Forschungsunternehmen zur Entwicklung der Radartechnik und über diese zum Sieg der Alliierten im Zweiten Weltkrieg beitrug, stieg das Ansehen des MIT weiter an. Das Wettrüsten und die Raumfahrt in der Zeit des Kalten Krieges erzeugten eine staatlich geförderte Nachfrage nach Hochtechnologie. Bekannt wurde das MIT auch durch den Digitalrechner Whirlwind, der dort von 1944 bis 1952 unter der Leitung von Computerpionier Jay Wright Forrester entwickelt und gebaut wurde.
Weitere Entwicklungen aus den MIT-Labors der Nachkriegszeit waren der Ferrit-Kernspeicher sowie die automatische Raumsondensteuerung des Apollo-Programms. Seit dem Aufkommen des Personal Computers hat das MIT auch eine zentrale Rolle in den Schlüsseltechnologien des Informationszeitalters besetzt.
2001 konstatierte MIT-Präsident Charles Marstiller Vest, dass das MIT als Institution die Karriere von weiblichen Fakultätsmitgliedern und Forschern in diskriminierender Weise behindert habe. Er kündigte organisatorische Schritte zur Gleichstellung der Geschlechter an. Am 6. Dezember 2004 trat Susan Hockfield, eine Wissenschaftlerin auf dem Gebiet der molekularen Neurobiochemie, nach 15 männlichen Präsidenten als erste Präsidentin dieses Amt an. Im Juli 2012 folgte ihr Leo Rafael Reif im Amt, der das Amt zum Ende 2022 ablegte. Auf Reif folgte die Mikrobiologin Sally Kornbluth.
Am 18. April 2013 wurde vor dem Stata Center ein Polizist der Campus-Polizei von Tamerlan und Dschochar Zarnajew erschossen, die drei Tage zuvor den Anschlag auf den Boston-Marathon verübt hatten.
Der Asteroid des inneren Hauptgürtels (2460) Mitlincoln wurde nach dem Massachusetts Institute of Technology und dem Lincoln Near Earth Asteroid Research (Lincoln-Institut zur Erforschung erdnaher Asteroiden) benannt.

## Organisation

### Campus

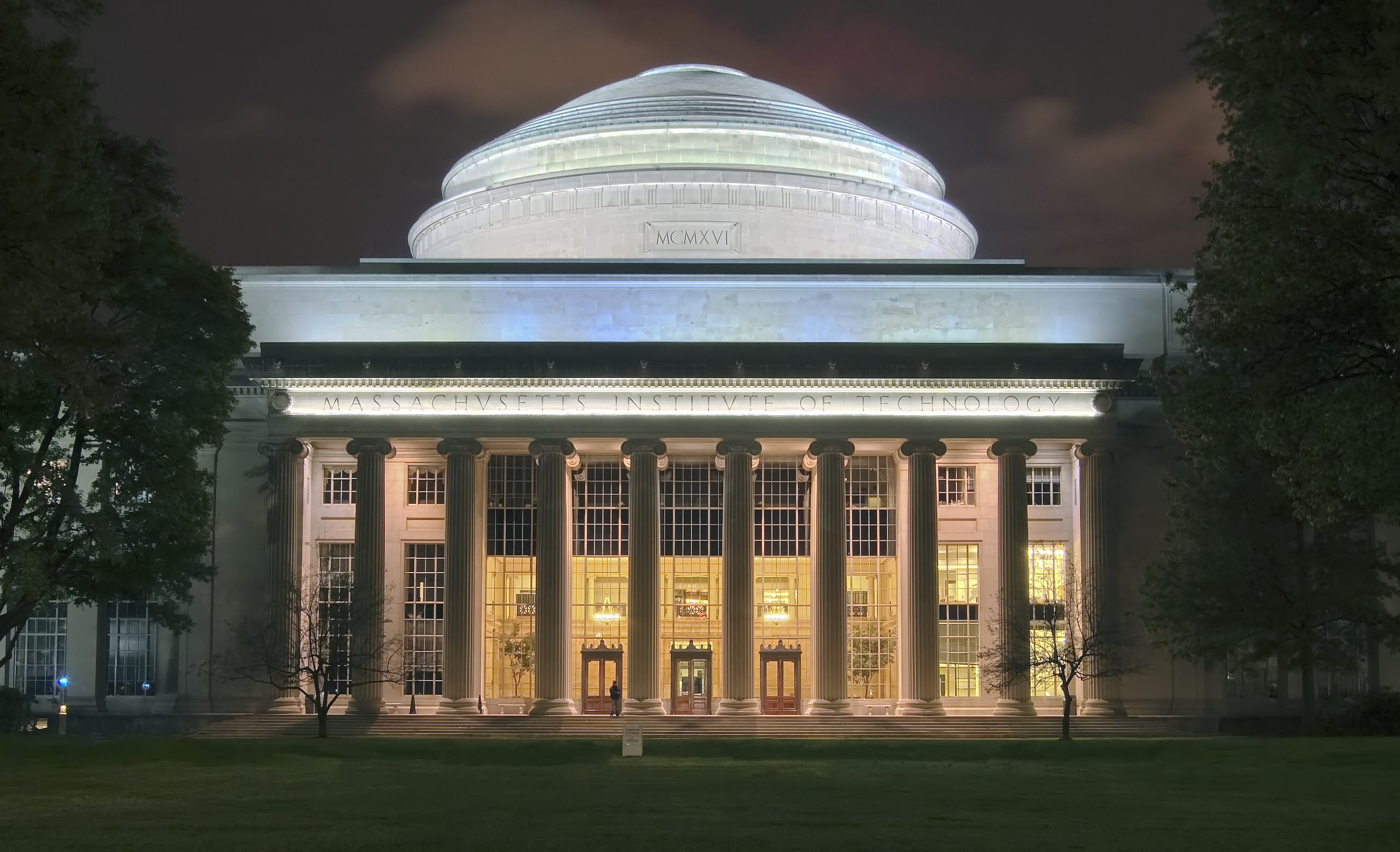
Kuppelbau von 1916

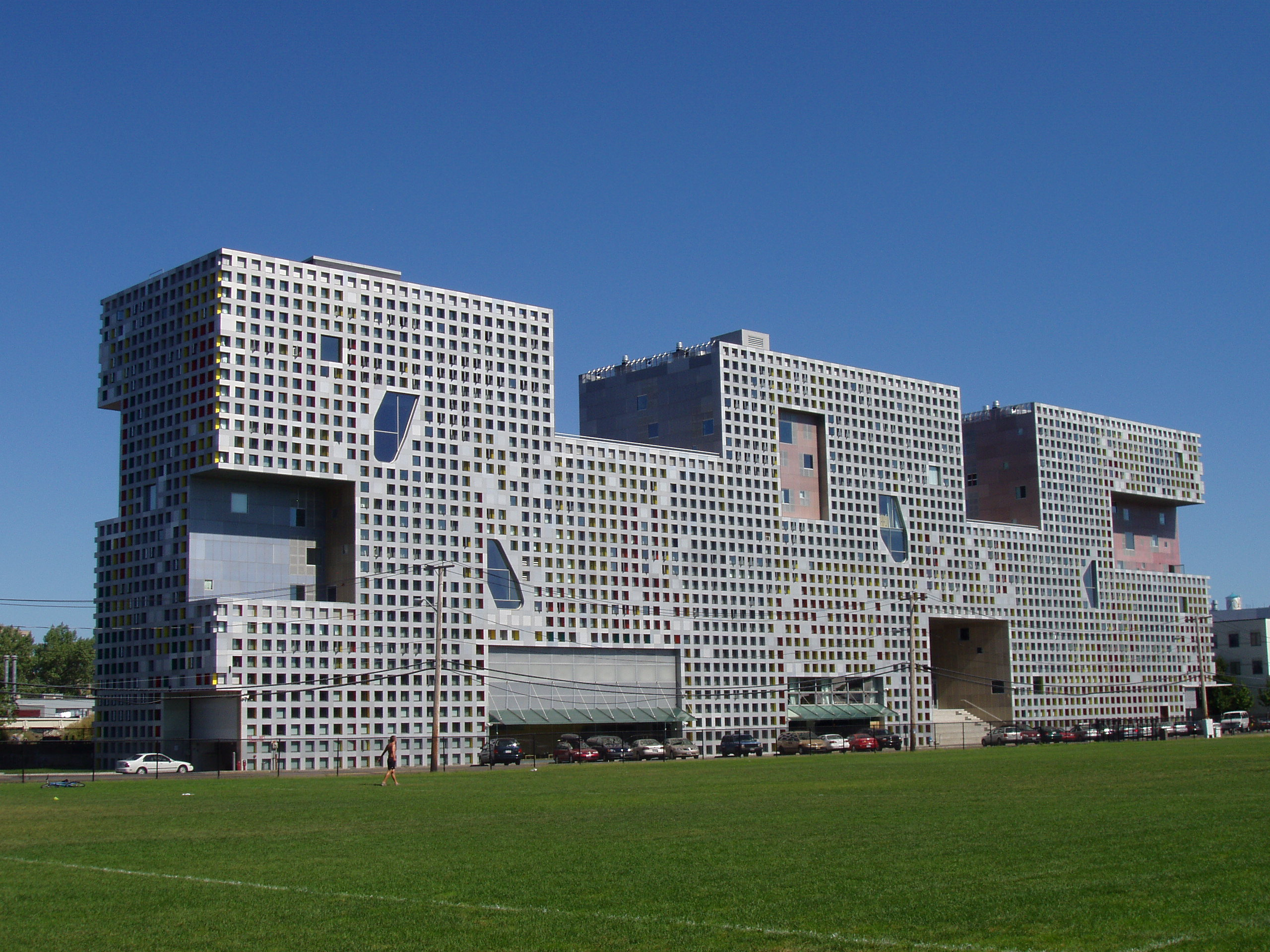
Simmons Hall (Wohnheim für alle Erstsemester, 2003 fertiggestellt)

Der Campus des MIT liegt in Cambridge unweit der Harvard University direkt am Charles River mit Blick auf die Skyline von Boston. Am östlichen Ende grenzt er an die Longfellow Bridge, welche nach Boston führt.
Aus den Gründerjahren des MIT sind die „Maclaurin Buildings“ zu erwähnen, die den Eingangsbereich zum Campus bilden. Sie wurden von Welles Bosworth im neoklassizistischen Stil der Zeit entworfen. Fertiggestellt wurden sie 1916. Kennzeichnend sind die großzügige Lichtführung und besonders der zentrale Kuppelbau.
Die Friese tragen die Namen großer Naturforscher, zum Beispiel Aristoteles, Isaac Newton, Benjamin Franklin, Louis Pasteur, Antoine Lavoisier, Michael Faraday, Archimedes, Leonardo da Vinci, Charles Darwin und Nikolaus Kopernikus, jeweils umgeben von Gruppen mit Namen passender Forscher, die zum jeweiligen Forschungsgebiet der „Großen“ beigetragen haben.
Lavoisier zum Beispiel befindet sich im Kreise von Boyle, Cavendish, Priestley, Dalton, Gay-Lussac, Berzelius, Woehler, Liebig, Bunsen, Mendelejew, Perkin und van’t Hoff.
Späteren Gebäuden aus den Jahren 1950 bis 1970 mangelt es dagegen an Ausstrahlung, auch wenn einige von ihnen vom MIT-Absolventen I. M. Pei entworfen wurden, so das Green Building (Hauptgebäude der Fakultät für Geo-, Atmosphären- und Planetenphysik), das Institut für Chemische Verfahrenstechnik als höchstes Gebäude auf dem Campus und das Wiesner Building, in dem das MIT Media Lab untergebracht ist.

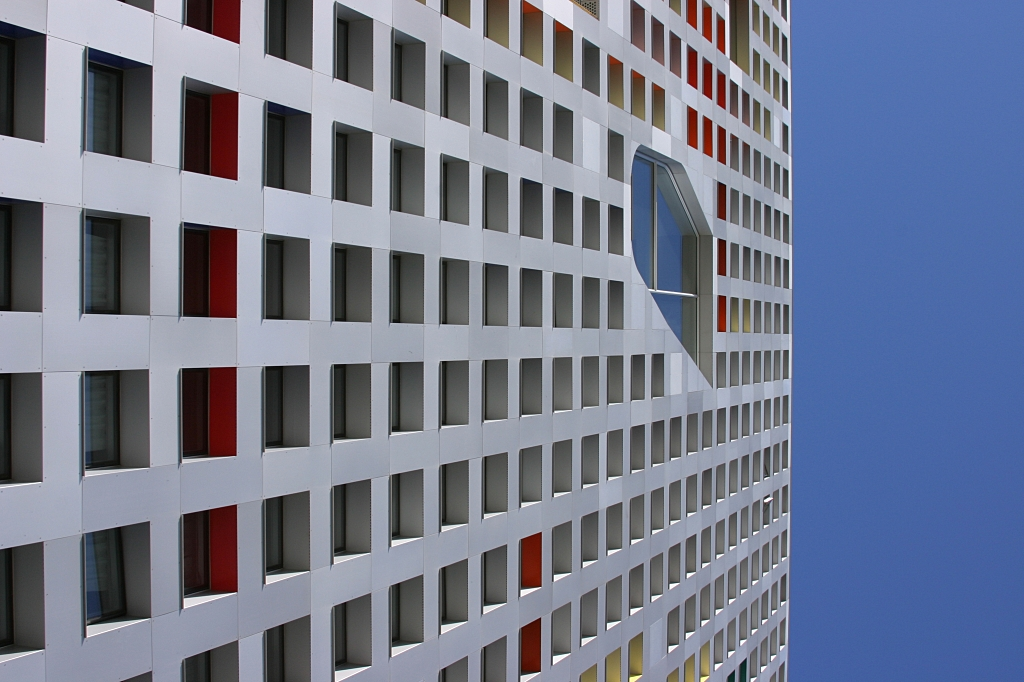
Fassadendetails der Simmons Hall

Ein umfangreiches Bauprogramm in jüngster Zeit umfasste das „Stata Center“, entworfen von Frank Gehry und 2004 fertiggestellt, das Simmons Hall Studentenwohnheim, entworfen von Steven Holl, das Zeisiger-Sportzentrum und ein neues Gebäude, entworfen von Charles Correa, für das „Picower Center for Learning and Memory“, das „Institute for Brain and Cognitive Science“ und das „McGovern Institute for Brain Research“.
Dem „Stata Center“ musste 1998 ein altes Gebäude weichen, das im Zweiten Weltkrieg als Provisorium errichtet worden war. Eigentlich hätte es spätestens sechs Monate nach Kriegsende abgerissen werden sollen, aber es erwies sich trotz seiner Hässlichkeit lange Jahre als eine Brutstätte kreativer Projekte.
Zu den neuesten und architektonisch interessanten Gebäuden gehören:
- Baker House, entworfen von Alvar Aalto
- Kresge Auditorium, entworfen von Eero Saarinen
- Wiesner Building, entworfen von I. M. Pei, mit dem von Kenneth Noland entworfenen gekachelten Außenbereich

### Lehre
Das MIT verfügt über fünf Fakultäten, Schools genannt:
- School of Architecture and Planning (Architektur und Raumplanung)
- School of Engineering (Ingenieurwesen)
- School of Humanities, Arts, and Social Sciences (Humanwissenschaften, Künste und Gesellschaftswissenschaften)
- Sloan School of Management (Management und Wirtschaftswissenschaften)
- School of Science (Naturwissenschaften)

Das Lernpensum am MIT ist in den unteren Semestern sehr groß. Dennoch ist die Quote erfolgreicher Kursabschlüsse hoch. Dies erklärt sich aus der antiautoritären Kultur und dem Paradigma, dass erworbenes Wissen geteilt werden muss. In der Praxis heißt das, dass ältere Studenten und Professoren den jüngeren hilfreich zur Seite stehen.
Regelmäßig während des Semesters finden schriftliche Prüfungen statt. Dabei wird weniger konkretes Wissen abgefragt als vielmehr die Fähigkeit der Studenten überprüft, komplexe Probleme zu lösen. So gibt es kaum Multiple-Choice-Tests, die Arbeitsergebnisse sind frei zu formulieren. Die Analyse und Korrektur dieser Tests ist dementsprechend aufwändiger.
Es werden auch praktische Aufgaben zur Lösung gestellt. Die Studenten bekommen eine Konstruktionsaufgabe und wetteifern um den besten Entwurf zur Lösung.
Im Rahmen des Undergrade Research Opportunities Program (UROP) werden bereits niedrige Semester in die Forschungsaktivitäten ihres Instituts eingebunden. Die praktischen Arbeiten hierzu finden größtenteils am Freitagnachmittag und am Wochenende statt, wenn der normale Lehrbetrieb ruht.
Seit 2007 werden Vorlesungen auch über das Internet übertragen.

### Studienangebot
Neben dem Schwerpunkt Naturwissenschaften und Technik hat das MIT auch Institute für Philosophie, Volkswirtschaft, Betriebswirtschaft, Linguistik und Anthropologie.
- Architektur und Planung
- Geisteswissenschaften, Künste und Sozialwissenschaften
- Gesundheitswissenschaften und Technologie (Whitaker College of Health Sciences and Technology)
- Ingenieurwissenschaften
- Naturwissenschaften
- Wirtschaftswissenschaften (u. a. Alfred P. Sloan School of Management)

## Forschung

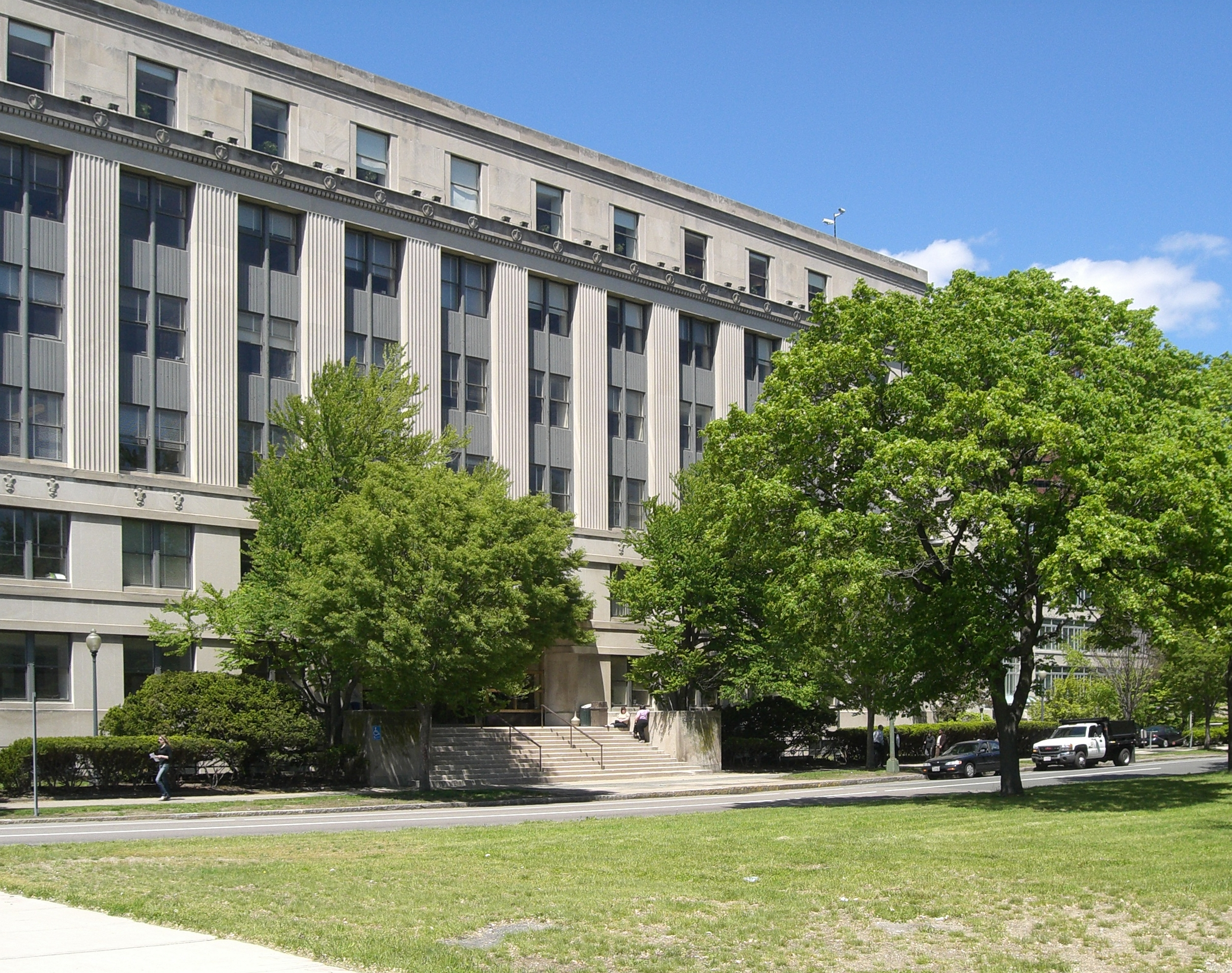
Gebäude der MIT Business School

### Institute
Unter den bekanntesten Forschungsinstituten sind zu nennen:
- Das vom MIT mitgegründete Auto-ID Center (1999–2003) wurde zu dem weltweit größten universitären Forschungsnetzwerk für vernetzte RFID-Technologie, den Auto-ID Labs
- Das gemeinsam mit der Harvard University betriebene Broad Institute
- MIT Computer Science and Artificial Intelligence Laboratory
- Lab for Information and Decision Systems
- Lincoln Laboratory
- Research Lab of Electronics
- MIT Media Lab
- Radiation Laboratory at the Massachusetts Institute of Technology
- MIT Plasma Science and Fusion Center
- Whitehead-Institut für biomedizinische Forschung

### Kooperationen
Es gibt einige traditionelle Kooperationspartner:
- Das Charles Draper Lab entwickelt unter anderem Raketentechnik für das US-Militär. Es gehörte früher als Instrumentation Lab direkt zum MIT, wurde aber während des Vietnamkriegs abgespaltet, um den Vietnamkriegsgegnern unter den Studenten weniger Angriffsfläche zu bieten. Noch vor der Ausgliederung wurde hier der Apollo Guidance Computer entwickelt. Benannt ist das heutige Institut nach dem Gründer des Instrumentation Lab, Charles Stark Draper, der es 1940 ins Leben rief.
- Die Woods Hole Oceanographic Institution hat ein gemeinsames Studienprogramm mit dem MIT für fortgeschrittene Semester.
- Mit der benachbarten Harvard-Universität ist das MIT durch eine traditionelle Rivalität verbunden. Es gab in den Anfangszeiten beider Universitäten Pläne, diese zusammenzulegen. Diese mussten aber infolge des Widerstands von Studenten und Fakultätsmitgliedern fallengelassen werden.

Heutzutage gibt es abgestimmte Studienpläne für untere Semester, so dass Studenten Kurse am MIT und an Harvard miteinander kombinieren können. Das Gleiche gilt auch für die Studentinnen am Wellesley College, einer traditionsreichen Hochschule nur für weibliche Studenten.
- Mit der University of Southampton und der University of Cambridge in Großbritannien gibt es ein Austauschprogramm.

Seit einigen Jahren geht das MIT verstärkt Partnerschaften mit diversen Universitäten sowie öffentlich und privat finanzierten Forschungslabors ein. Die Projekte sind im Allgemeinen vom externen Partner zu finanzieren und dienen somit der Geldmittelbeschaffung des MIT. Das MIT als privatwirtschaftliche Organisation vermarktet auf diese Weise sein Renommee und die Forschungskapazität der Fakultätsmitglieder und Studenten.
Der Universitätsverlag MIT Press ist seit 1962 ein von der Universität unabhängiges Unternehmen, das für die Universität publiziert. Der Verlag publiziert ungefähr 200 Bücher und 40 wissenschaftliche Journale pro Jahr.

## Studenten

### Statistik

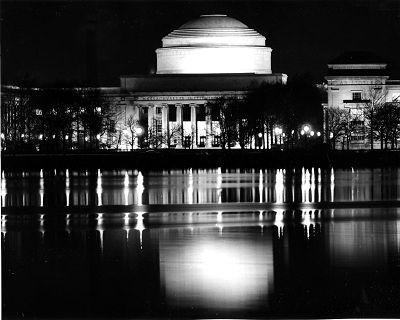
Blick über den Charles River auf den Kuppelbau des MIT und benachbarte Gebäude

Im Herbst 2020 waren 11.254 Studierende eingeschrieben. Davon strebten 4.361 ihren ersten Studienabschluss an, sie waren also undergraduates. Von diesen waren 48 % weiblich und 52 % männlich. 6.893 arbeiteten auf einen weiteren Abschluss hin, sie waren graduates.
Es gibt Studenten aus allen 50 US-Bundesstaaten und aus mehr als 120 verschiedenen Ländern. 10 % der „Undergraduates“ und 41 % der „Graduates“ sind ausländische Studenten.
51 % der „Undergraduates“ (19 % der „Graduates“) gehören einer amerikanischen Minderheit an:
- 29,6 % (11,5 %) Asiatische Amerikaner
- 15,4 % (5,5 %) Hispanische Amerikaner
- 6,2 % (2,1 %) Afroamerikaner
- 0,3 % (0,1 %) Amerikanische Ureinwohner

Herkunft der internationalen Studenten (2020):
- 53 % Asien
- 23 % Europa
- 8 % Lateinamerika und Karibik
- 6 % Nordamerika
- 6 % Naher und Mittlerer Osten
- 3 % Afrika
- 1 % Ozeanien

Die Studiengebühren lagen 2019–2020 bei 53.790 US$ pro Jahr.

### Die MIT-Kultur

Wappen des MIT

Wie an vielen amerikanischen Universitäten leben die Studenten meist recht beengt in Wohnheimen auf dem Campus. Es gibt traditionell deutliche Unterschiede zwischen verschiedenen Wohnheimen: In einigen ist die Hippie-Kultur präsent, während andere einen betont bürgerlichen Stil pflegen.
Für eine nicht musisch geprägte Universität ist der Anteil aktiv musizierender Studenten recht hoch: Es gibt ein Symphonieorchester und mehrere klassische Chöre mit studentischen Musikern.
Das Ethos des MIT ist ausgeprägt antiautoritär, gleichzeitig glaubt man an den Sinn einer Leistungselite, deren sozialer Status sich aus intellektueller Überlegenheit heraus rechtfertigt, nicht aus der Herkunft oder formaler hierarchischer Positionen.
Jerome Wiesner, ehemaliger MIT-Präsident, prägte den Satz: „Studieren am MIT ist wie aus einem Hydranten zu trinken“, was sinnbildlich für die enorme Arbeitsbelastung und die große Auswahl an Kursen und Entwicklungsmöglichkeiten stehen soll. Seit 1991 ist daher einer der Trinkbrunnen im Foyer des Stata Center (Gebäude 16) tatsächlich an einen solchen angeschlossen und fungiert als Denkmal.
Am MIT ist es Usus, dass Informationen offengelegt werden sollen. Jede Behauptung ist möglicher Gegenstand einer kritischen Überprüfung, ihre Akzeptanz darf sich nicht auf allgemein gültige Ansicht oder Direktiven „von oben“ berufen.
Diese ethische Einstellung wird auch bei vielen Hackern angenommen: Am MIT wird der Begriff Hack weit definiert, im Sinne eines überraschenden technisch-ausgefeilten Kunstgriffs, wobei die besten Hacks einen humoristischen Aspekt besitzen. Der Begriff Hacker wurde am MIT geprägt, einige Wurzeln der Hacker-Kultur lassen sich zum MIT der 1950er- und 1960er-Jahre zurückverfolgen: Am MIT arbeiteten Urväter der Hacker-Szene wie Richard Stallman, Jay Sussman und Tom Knight.

## Sport
Die Sportteams sind die MIT Engineers. Die Hochschule ist Mitglied in der New England Women’s and Men’s Athletic Conference und nehmen damit an der dritten Division der National Collegiate Athletic Association teil.

## Persönlichkeiten

### Nobelpreisträger
- Daron Acemoğlu (* 1967) - Wirtschaftswissenschaften 2024
- George Akerlof (* 1940), PhD 1966 – Wirtschaftswissenschaften 2001
- Sidney Altman (1939–2022), S. B. 1960 – Chemie 1989
- Kofi Annan (1938–2018), S. M. 1972 – Friedensnobelpreis 2001
- Robert Aumann (* 1930), PhD 1955 – Wirtschaftswissenschaften 2005
- Abhijit Banerjee (* 1961) – Wirtschaftswissenschaften 2019
- Elias James Corey (* 1928), S. B. 1948, PhD 1951 – Chemie 1990
- Eric Allin Cornell (* 1961) – Physik 2001
- Peter A. Diamond (* 1940) – Wirtschaftswissenschaften 2010
- Esther Duflo (* 1972) – Wirtschaftswissenschaften 2019
- Robert F. Engle (* 1942) – Wirtschaftswissenschaften 2003
- Richard Feynman (1918–1988), S. B. 1939 – Physik 1965
- Andrew Z. Fire (* 1959) – Medizin 2006
- Leland H. Hartwell (* 1939), PhD 1964 – Medizin 2001
- H. Robert Horvitz (* 1947), SB 1968 – Medizin 2002
- Simon H. Johnson (* 1963) - Wirtschaftswissenschaften 2024
- Henry Way Kendall (1926–1999), S. B. 1948, PhD 1951 – Physik 1990
- Wolfgang Ketterle (* 1957) – Physik 2001
- Har Gobind Khorana (1922–2011) – Medizin 1968
- Lawrence Klein (1920–2013), PhD 1944 – Wirtschaftswissenschaften 1980
- Paul Krugman (* 1953) – Wirtschaftswissenschaften 2008
- Robert B. Laughlin (* 1950), PhD 1979 – Physik 1998
- Salvador Edward Luria (1912–1991) – Biologie 1969
- Murray Gell-Mann (1929–2019), PhD 1951 – Physik 1969
- Michael Kremer (* 1964) – Wirtschaftswissenschaften 2019
- Eric S. Maskin (* 1950) – Wirtschaftswissenschaften 2007
- Daniel McFadden (* 1937) – Wirtschaftswissenschaften 2000
- Robert C. Merton (* 1944), PhD 1970 – Wirtschaftswissenschaften 1997
- Franco Modigliani (1918–2003) – Wirtschaftswissenschaften 1985
- Paul Modrich (* 1946) – Chemie 2015
- Mario J. Molina (1943–2020) – Chemie, 1995
- Robert Mulliken (1896–1986), S. B. 1917 – Chemie 1966
- Robert Mundell (1932–2021), PhD 1956 – Wirtschaftswissenschaften 1999
- John Forbes Nash Jr. (1928–2015) – Wirtschaftswissenschaften 1994
- Charles Pedersen (1904–1989), S. M. 1927 – Chemie 1987
- William Daniel Phillips (* 1948), PhD 1976 – Physik 1997
- Burton Richter (1931–2018), S. B. 1952, PhD 1956 – Physik 1976
- Paul Samuelson (1915–2009) – Wirtschaftswissenschaften 1970
- Myron S. Scholes (* 1941) – Wirtschaftswissenschaften 1997
- John Robert Schrieffer (1931–2019), S. B. 1953 – Physik 1972
- Richard R. Schrock (* 1945) – Chemie, 2005
- Phillip Allen Sharp (* 1944) – Medizin 1993
- Barry Sharpless (* 1941) – Chemie, 2001
- William B. Shockley (1910–1989), PhD 1936 – Physik 1956
- Clifford Shull (1915–2001) – Physik 1994
- George Smoot (* 1945) – Physik 2006
- Robert M. Solow (1924–2023), PhD 1951 – Wirtschaftswissenschaften 1987
- Joseph Stiglitz (* 1943), PhD 1966 – Wirtschaftswissenschaften 2001
- Samuel Chao Chung Ting (* 1936) – Physik 1976
- Susumu Tonegawa (* 1939) – Medizin 1987
- Charles H. Townes (1915–2015) – Physik 1964
- Steven Weinberg (1933–2021) – Physik 1979
- Rainer Weiss (* 1932) – Physik 2017
- Carl Wieman (* 1951), S. B. 1973 – Physik 2001
- Frank Wilczek (* 1951), Physik 2004
- Oliver E. Williamson (1932–2020) – Wirtschaftswissenschaften 2009
- Robert B. Woodward (1917–1979), S. B. 1936 – Chemie 1965
- Paul Romer (* 1955) – Wirtschaftswissenschaften 2018
- Robert J. Shiller (* 1946) – Wirtschaftswissenschaften 2013

### Professoren und Dozenten
siehe: Kategorie:Hochschullehrer (Massachusetts Institute of Technology), u. a.:
- Klaus-Jürgen Bathe (* 1943) – Ingenieur, Pionier der Finite-Elemente-Methode
- Stephen A. Benton (1941–2003) – Physiker, Erfinder des Regenbogen-Hologramms
- Tim Berners-Lee (* 1955) – Informatiker, Begründer des World Wide Web, Entwickler des ersten Webbrowsers WorldWideWeb, Begründer und Vorsitzender des W3C.
- Emilio Bizzi (* 1933) – Hirnforscher
- Olivier Blanchard (* 1948) – Wirtschaftswissenschaftler
- George Boolos (1940–1996) – Philosoph und Mathematiker
- Rodney Brooks (* 1954) – Roboterforscher und Verhaltenskundler
- Vannevar Bush (1890–1974) – Elektroingenieur, Erfinder des Hypertext-Prinzips
- Noam Chomsky (* 1928) – Linguist
- William David Coolidge (1873–1975) – Physiker
- John M. Deutch (* 1938) – Chemiker und Regierungsbeamter
- Mildred Dresselhaus (1930–2017) – Physikerin, Elektronikingenieurin und Informatikerin
- Harold E. Edgerton (1903–1990) – Photograph
- Jerome Isaac Friedman (* 1930) – Physiker
- Jocelyn Gill (1916–1984) – Astronomin und Hochschullehrerin
- Shafrira Goldwasser (* 1958) – Informatikerin, zweifache Gödel-Preisträgerin, 1993 und 2001
- William Higinbotham (1910–1994) – Atomphysiker
- Dugald C. Jackson (1865–1951) – Elektroingenieur
- Eric Lander (* 1957) – Genetiker, maßgeblich am Human Genome Projekt beteiligt
- Robert Langer (* 1948) – Chemieingenieur
- Walter Lewin (* 1936) – Physiker
- Kurt Lewin (1890–1947) – Psychologe
- Richard Lindzen (* 1940) – Physiker und Meteorologe
- John Little – Pionier des Operations Research und Managementberater
- Francis Low (1921–2007) – Physiker
- Samuel Jefferson Mason (1921–1974) – Elektroingenieur
- Douglas McGregor (1906–1964) – Managementtheoretiker
- Silvio Micali (* 1954) – Informatiker
- Marvin Minsky (1927–2016) – Informatiker
- William J. Mitchell (1944–2010) – Architekt und Schriftsteller, Medienwissenschaftler
- Mario J. Molina (1943–2020) – Chemiker
- Franco Modigliani (1918–2003) – Wirtschaftswissenschaftler
- Philip Morrison (1915–2005) – Physiker
- Nicholas Negroponte (* 1943) – Medienforscher
- Seymour Papert (1928–2016) – Pädagoge und Informatiker
- Otto Piene (1928–2014) – Künstler (Art and visual studies)
- Steven Pinker (* 1954) – Psychologe und Linguist
- Gian-Carlo Rota (1932–1999) – Mathematiker und Philosoph
- Isadore M. Singer (1924–2021) – Mathematiker (Abelpreis 2004)
- Robert M. Solow (1924–2023) – Wirtschaftswissenschaftler
- Edgar Schein (1928–2023) – Organisationspsychologe
- Myron S. Scholes (* 1941) – Wirtschaftswissenschaftler
- Claude Shannon (1916–2001) – Mathematiker und Elektroingenieur
- Jesse Lowen Shearer (1921–1992) – Maschinenbauingenieur, Pionier der Hydraulik
- Gilbert Strang (* 1934) – Mathematiker
- Ivan Sutherland (* 1938) – Informatiker, Pionier der Computergrafik
- John G. Trump (1907–1985) – Elektrotechniker und Physiker, Onkel von US-Präsident Donald Trump
- Sherry Turkle (* 1948) – Psychologin und Soziologin
- Arthur R. von Hippel (1898–2003) – Elektronikingenieur und Informatiker
- Robert Allan Weinberg (* 1942) – Molekularbiologe und Krebsforscher
- Victor Weisskopf (1908–2002) – Physiker
- Joseph Weizenbaum (1923–2008) – Informatiker
- Iván Werning (* 1974) – Wirtschaftswissenschaftler
- Norbert Wiener (1894–1964) – Mathematiker, Begründer der Kybernetik
- Patrick Winston (1943–2019) – Informatiker
- Evan Ziporyn (* 1959) – Musikwissenschaftler, Komponist, klassischer Klarinettist

### Absolventen
- Buzz Aldrin (* 1930) – NASA-Astronaut, zweiter Mensch auf dem Mond
- Sam Bankman-Fried (* 1992) – Gründer und ehemaliger CEO von FTX
- Virgilio Barco (1921–1997) – ehemaliger Staatspräsident von Kolumbien
- Hans Bethe (1906–2005) – Physiker
- Manuel Blum (* 1938) – Informatiker, Turing-Preisträger 1995
- Amar G. Bose (1929–2013) – Unternehmer, Entwickler von Audiogeräten
- Dan Bricklin (* 1951) – Miterfinder von Visicalc, der ersten Tabellenkalkulationssoftware für PCs
- Morris Chang (* 1931) – Gründer von TSMC
- Whitfield Diffie (* 1944) – Miterfinder des Kryptografieverfahrens mit öffentlichem Schlüssel und des Diffie-Hellman-Kryptografieverfahrens
- Donald Wills Douglas (1892–1981) – einer der Gründer des Luftfahrtkonzerns McDonnell Douglas
- Eric Drexler (* 1955) – Nanotechnologe
- Luis A. Ferré (1904–2003) – Gouverneur von Puerto Rico
- José Figueres Ferrer (1906–1990) – Präsident von Costa Rica
- Sheldon Kay Friedlander (1927–2007) – Ingenieur und Aerosolforscher
- Rebecca Goldin (* 20. Jahrhundert), Mathematikerin und Hochschullehrerin
- Kristen Grauman (* 1979) – Informatikerin und Hochschullehrerin
- William (Bill) Hewlett (1913–2001) – Mitbegründer des Technologiekonzerns Hewlett-Packard
- Danny Hillis (* 1956) – Mitbegründer des Unternehmens Thinking Machines, Mitgründer der Long Now Foundation
- Chrissy Houlahan (* 1967) – Kongressabgeordnete
- David A. Huffman (1925–1999) – Informatiker, entwickelte die Huffman-Kodierung für verlustfreie Datenkompression
- John David Jackson (1925–2016) – Physiker
- Brewster Kahle (* 1960) – Archivar des WWW, Kämpfer für die Informationsfreiheit
- Mitch Kapor (* 1950) – Software-Unternehmer
- John P. Kotter (* 1947) – US-amerikanischer Ökonom
- Raymond Kurzweil (* 1948) – Erfinder auf diversen Gebieten (Musikinstrumente, Schrift- und Spracherkennungs-Software), Zukunftsforscher und Visionär
- Leslie Lamport (* 1941) – Informatiker, Turing-Preisträger 2013
- Harry Ward Leonard (1861–1915) – Elektroingenieur, Erfinder des Ward-Leonard-Umrichters
- Daniel M. Lewin (1970–2001) – Internet-Unternehmer
- Arthur D. Little – Gründer des gleichnamigen Beratungsunternehmens
- Hugh Lofting (1886–1947) – Bauingenieur, Autor von „Dr. Doolittle“
- Wendy Mao – Geologin und Werkstoffwissenschaftlerin
- Wolfgang Mayrhuber (1947–2018) – Manager, 2003 bis 2010 Vorstandsvorsitzender der Lufthansa AG
- Robert Metcalfe (* 1946) – Erfinder des Ethernet-Protokolls für Computernetze, Gründer von 3Com
- Edgar Mitchell (1930–2016) – NASA-Astronaut, der sechste Mensch, der den Mond betrat
- Benjamin Netanjahu (* 1949) – Premierminister von Israel
- Virginia Norwood (1927–2023) – Physikerin und The Mother of Landsat
- Robert Noyce (1927–1990) – Miterfinder der integrierten Schaltung, Mitbegründer von Intel
- Ken Olsen (1926–2011) – Gründer von Digital Equipment Corporation (DEC)
- Ieoh Ming Pei (1917–2019) – Architekt
- Ida Annah Ryan (1873–1950)  – Architektin; erste Frau, die einen Master of Science am MIT erwarb
- Debra Satz (* 1956) – Philosophin, Politologin und Professorin in Stanford
- George Shultz (1920–2021) – US-Außenminister im Kabinett Reagan
- James Simons (1938–2024) – Mathematiker, Hedgefonds-Manager, bekannt für seine Arbeit an Minimalflächen
- Alfred P. Sloan, Jr. (1875–1966) – Automobilunternehmer
- Domina Eberle Spencer (1920–2022), Mathematikerin und Hochschullehrerin
- Louis Sullivan (1856–1924) – Architekt
- Lawrence Summers (* 1954) – Wirtschaftswissenschaftler
- Marion Talbot (1858–1948) – Sozialwissenschaftlerin und Hochschullehrerin
- Andrew S. Tanenbaum (* 1944) – Informatiker, Programmierer von Minix
- Robert Robinson Taylor (1868–1942) – Architekt (erster afroamerikanischer Absolvent im Bereich Architektur)
- Selçuk Bayraktar (* 1979) Ingenieur und Unternehmer